# Château du Bot (Hennebont)
Pour les articles homonymes, voir Château du Bot.
Le château du Bot est un château français situé à Hennebont, dans le Morbihan, en région Bretagne.

## Situation
Le château est situé au hameau du Bot, à environ 250 m à vol d'oiseau au nord-ouest des premiers faubourgs d'Hennebont et environ 1,7 km au nord-ouest du centre-ville.

## Histoire
Ernest de Blignières confie, en 1877, la restauration du « Vieux Bot » à l'architecte Léopold Maigné. La décoration intérieure est confiée à Ambroise Baudry, qui s'inspire d'un style orientalisant à partir d'éléments de chantiers de démolition égyptiens, pour mettre en valeur les collections d'objets arabes du propriétaire
Les travaux sont achevés en 1883. 
Les façades et les toitures, ainsi que les pièces du rez-de-chaussée décorées par Ambroise Baudry (vestibule, escalier et sa cage jusqu'au palier de l'étage, la salle de billard, le salon, le grand salon et la salle à manger) sont inscrites au titre des monuments historiques par arrêté du 7 mars 2007.

## Architecture
L'édifice actuel est bâti sur le même plan que celui qui l'a précédé, quoiqu'il ait été rehaussé d'un étage. Il est constitué d'un corps de logis qu'encadre deux ailes perpendiculaires légèrement en saillie côté sud. L'intérieur est d'un style orientalisant.